# Sphodrus
Sphodrus is een geslacht van kevers uit de familie van de loopkevers (Carabidae). De wetenschappelijke naam van het geslacht is voor het eerst geldig gepubliceerd in 1806 door Clairville.

## Soorten
Het geslacht Sphodrus omvat de volgende soorten:
- Sphodrus leucophthalmus Linne, 1758
- Sphodrus trochanteribus Mateu, 1990